# Fontana delle Palle di Cannone
Fontana delle Palle di Cannone är en fontän vid Via di Porta Castello i Rione Borgo i Rom. Fontänen utfördes av Pietro Lombardi och invigdes år 1927.

## Beskrivning
År 1925 beställde Governatorato di Roma nio rione-fontäner av arkitekten och skulptören Pietro Lombardi. Syftet med dessa fontäner var att de skulle avspegla respektive riones särskilda karaktär. För Fontana delle Palle di Cannone skulpterade Lombardi kanonkulor placerade i form av en pyramid under en rundbåge; kanonkulorna är ämnade att påminna om den närbelägna borgen Castel Sant'Angelo och dess forna funktion som försvarsverk. I mitten av kanonkulorna porlar vattnet ur munnen på en maskaron ner i brunnskaret. På ömse sidor av kanonkulepyramiden rinner vatten ur två kanonkulor ner i två mindre brunnskar. På rundbågen sitter Roms vapen med bokstäverna S.P.Q.R.
Fontänen var ursprungligen belägen vid kyrkan Sant'Angelo al Corridoio vid Borgo Sant'Angelo, men den flyttades år 1937 ett litet stycke till sin nuvarande plats.

### Webbkällor
- ”Fontana delle Palle di Cannone” (på italienska). Roma Segreta. Arkiverad från originalet den 12 september 2021. https://archive.ph/daFN7. Läst 12 september 2021.
- ”Fontanella rionale delle Palle di Cannone” (på italienska). info.roma.it. Arkiverad från originalet den 12 september 2021. https://archive.md/Wt5C1. Läst 12 september 2021.